# Edmontonia
Edmontonia is een geslacht van uitgestorven ornithischische dinosauriërs behorend tot Nodosauridae, gepantserde dinosauriërs uit het Laat-Krijt.
Edmontonia is genoemd naar de vindplaats, de Edmonton Formation in Alberta, Canada, die tegenwoordig als de Horseshoe Canyon Formation aangeduid wordt. De formatie ligt op de grens van het Campanien - Maastrichtien, 72 miljoen jaar oud. In deze formatie zijn fossielen gevonden van de typesoort Edmontonia longiceps die in 1928 benoemd werd. Aan oudere, veel completere vondsten, van de soort E. rugosidens, is de geslachtsnaam Chassternbergia gegeven. Aan jongere vondsten de naam Denversaurus.
Edmontonia was een zwaar gebouwde plantenetende dinosauriër van ongeveer 6,6 meter lang en 3,5 ton zwaar. Zijn lange, smalle schedel was bedekt met beenplaten. Het kwetsbare nekgedeelte was eveneens bedekt met drie rijen sterke beenringen ter bescherming tegen carnivoren. Over zijn rug liepen benige knobbels, die als bescherming werkten. Als extra verdediging had Edmontonia grote stekels langs het lichaam. Deze werden waarschijnlijk ook gebruikt bij gevechten tussen mannetjes.

## Vondst en naamgeving
In 1924 is het typespecimen van Edmontonia gevonden door George Paterson, de voerman van de wagens waarmee Charles Mortram Sternberg zijn expeditie naar Morrin in Alberta bevoorraadde. Pas in 1928 kreeg het geslacht zijn naam van C.M. Sternberg toen de typesoort Edmontonia longiceps beschreven en benoemd werd. De geslachtsnaam verwijst naar de stad Edmonton en de gelijknamige geologische formatie. De soortaanduiding betekent 'langhoofdig' in het Latijn.
Het holotype NMC 8531 is gevonden in een laag van de Horseshoe Canyon Formation die dateert uit het vroege Maastrichtien, ongeveer 72 miljoen jaar oud. Het bestaat uit een gedeeltelijk skelet met schedel. Bewaard zijn gebleven: de vrijwel complete schedel; de rechteronderkaak, elf ruggenwervels, zesentwintig ribben, een synsacrum van negen wervels en daaraan vastgegroeide delen van het bekken, negen staartwervels, een borstbeen, een linkervoorpoot, een rechterspaakbeen, een rechterachterpoot, een linkerkuitbeen, en talrijke osteodermen. Het exemplaar lag op de rug; het pantser lag in verband maar de botten waren verspreid geraakt.
Aan Edmontonia longiceps zijn daarna nog wat vondsten toegeschreven. Het betreft de specimina ROM 1935, een gedeeltelijke schedel en AMNH 8543, een tand. Daarnaast is ROM 1794, een fragmentarische schedel, met Edmontonia in verband gebracht en NMC 21864, een gebroken tand, lijkt erg op die van het holotype. Problematisch is dat deze vondsten uit oudere lagen stammen dan het holotype.
Naast de typesoort zijn nog drie verdere soorten benoemd. In 1940 hernoemde Lori Shano Russell Palaeoscincus rugosidens Gilmore 1930 in een Edmontonia rugosidens. In 1988 benoemde Robert Thomas Bakker hiervoor een apart ondergeslacht Edmontonia (Chassternbergia) — de typesoort zag hij als behorend tot het andere subgenus Edmontonia (Edmontonia) — dat door George Olshevsky in 1991 als een vol geslacht Chassternbergia benoemd werd. Deze soort stamt uit oudere lagen uit het middelste Campanien van Canada en is bekend van zeer compleet en talrijk materiaal. Het meeste van wat in de literatuur over Edmontonia geschreven is en alle tentoongestelde modellen hebben in feite betrekking op E. rugosidens/Chassternbergia.
Tegelijkertijd benoemde Bakker een geslacht Denversaurus met als typesoort Denversaurus schlessmani voor een vorm die juist jonger was, uit het late Maastrichtien. Vaak wordt dit als een jonger synoniem van Edmontonia longiceps beschouwd of een Edmontonia sp. maar Gregory S. Paul hernoemde het in 2010 als de aparte soort Edmontonia schlessmani. De soort kan ook geen Edmontonia sp. zijn als zij al benoemd is.
In 2000 benoemde de amateurpaleontoloog Tracy Lee Ford de vierde soort, Edmontonia australis. De soortaanduiding verwijst naar het feit dat het materiaal 'zuidelijk' gevonden is, in de bovenste Kirtlandformatie van het vroegste Maastrichtien van New Mexico. De laatste soort is slechts gebaseerd op wat beenplaten van het pantser: het holotype NMMNH P-25063 bestaat uit een paar gekielde middelste segmenten ven een halsberg of nekring; het paratype NMMNH P-27450 uit een rechts middelste segment van zo'n halsberg. Deze soort wordt meestal als een nomen dubium beschouwd. Het is mogelijk dat de resten in feite toebehoren aan Glyptodontopelta.
Walter Preston Coombs Jr hernoemde Edmontonia longiceps in 1971 in een Panoplosaurus longiceps, en E. rugosidens in een Panoplosaurus rugosidens, daar beide beide genera nauw verwant zijn. Begin jaren tachtig werd het zo de gewoonte om de naam Panoplosaurus voor vrijwel al het nodosauride materiaal van het Campanien - Maastrichtien van Noord-Amerika te gebruiken. Al in het midden van dat decennium echter noopte het steeds intensievere onderzoek tot het weer maken van een onderscheid. Dat onderscheid verder te verfijnen via de door Bakker geïntroduceerde begrippen Chassternbergia en Denversaurus bleek echter problematisch doordat van veel fossielen niet goed te bepalen viel tot welke soort ze eigenlijk behoorden. Dat maakte het praktischer al het materiaal dat niet tot Panoplosaurus behoorde maar bij Edmontonia onder te brengen.

## Beschrijving

### Grootte, algemene bouw en onderscheidende kenmerken
Alle soorten die onder Edmontonia gerekend zijn, hebben volgens een schatting van Paul uit 2010 een lengte van zes meter en een gewicht van drie ton. De romp van het dier is zeer afgeplat en hoewel het voor een ankylosauriër nog vrij hoog op de poten stond, was de rughoogte nog geen anderhalve meter. Populair-wetenschappelijke illustraties geven de kromming van de romp vaak veel te bol weer wat dan leidt tot inschattingen van de hoogte tot wel twee meter.
Alle drie de soorten, Edmontonia longiceps, E. rugosidens/Chassternbergia en E. schlessmani/Denversaurus, lijken sterk op elkaar en het kan zijn dat ze één enkele populatie vertegenwoordigen, een chronospecies die zo'n acht miljoen jaar bestaan heeft.
In 1990 gaf Kenneth Carpenter een diagnose van het geslacht als geheel, waarin dus de gedeelde unieke kenmerken van de soorten worden afgezet tegen verwanten, met name Panoplosaurus. De snuit heeft in bovenaanzicht evenwijdig lopende zijkanten. De beenplaten, caputegulae, van de schedel hebben een glad oppervlak. Het ploegschaarbeen van het verhemelte is gekield. De wervelbogen en doornuitsteeksels zijn korter dan bij Panoplosaurus. Het heiligbeen bestaat uit drie vergroeide sacrale wervels. Schouderblad en ravenbeksbeen zijn niet vergroeid. Overigens was dit laatste kenmerk alleen bij Chassternbergia te controleren.
Edmontonia longiceps verschilt van Chassternbergia door het ontbreken van uitstekende osteodermen achter de oogkas; minder uiteenlopende tandrijen; een heiligbeen dat breder dan lang is en robuuster; een smaller verhemelte; en kortere stekels op de zijkant van de romp.

### Skelet
De schedel van het holotype is negenenveertig centimeter lang en achteraan negenentwintig centimeter breed. De schedel steekt achter de oogkassen niet sterk overdwars uit. Het secundaire verhemelte gevormd door de interne vleugels van de bovenkaaksbeenderen is relatief smal. Een verbeende wangplaat, wel aangetroffen bij Chassternbergia, is onbekend
Bij het holotype van Edmontonia longiceps bestaat het synsacrum uit vier lendenwervels, drie eigenlijke sacrale wervels en twee caudosacrale wervels. De lendenwervels vormen een zeer dikke sacral rod. De drie openingen tussen de vergroeide sacrale ribben zijn relatief nauw.

### Osteodermen
De stekels op de zijkant van de romp zijn relatief kort en meer zijwaarts gericht: bij Chassternbergia staan ze schuin naar voren en zijn langer. De kleine gekielde ovale osteodermen op het heupschild zijn overdwars georiënteerd en vormen overdwars een dozijn rijen van ongeveer zeven breed per zijde; in de lengterichting liggen ze niet op een rij. Op de zijkant van het misschien tot een heupschild vergroeide pantser van de achterste rug staan per zijde vijf lage osteodermen met een brede basis en een sterk naar achteren gerichte kiel; deze worden naar achteren toe kleiner.

## Fylogenie
C.M. Sternberg gaf eerst geen plaatsing van Edmontonia. In 1930 plaatste L.S. Russell het geslacht in de Nodosauridae, wat door later onderzoek steeds bevestigd is. Het geslacht heeft in belangrijke mate het beeld van deze groep bepaald. Edmontonia is een afgeleide nodosauride en een nauwe verwant van Panoplosaurus. In de meeste analyses zijn de gegevens in feite op Chassternbergia gebaseerd. Russell onderscheidde in 1940 een eigen Edmontoniinae en die term werd door Bakker in 1988 overgenomen waarbij de Edmontoniinae samen met de Panoplosaurinae een Edmontoniidae zouden vormen die weer de zustergroep waren van de Nodosauridae binnen een Nodosauroidea die dan ook nog eens geen Ankylosauria zouden zijn maar de laatste overlevende Stegosauria. Exact fylogenetisch onderzoek heeft dit alles niet kunnen bevestigen.